# Joe Hin Tjio
Joe Hin Tjio (1919 – 2001), va ser un citogenetista indonesi nacionalitzat estatunidenc. Va ser la primera persona a reconèixer el nombre normal de cromosomes en els humans. Això va succeir el 22 de desembre de 1955 a l'Institut de Genètica de la Universitat de Lund a Suècia, on Tjio era un científic viositant.

## Biografia
Tjio era un xinès d'Indonèsia, els seus pares provenien de Pekalongan, Java, aleshores governades pels neerlandesos i després part d'Indonèsia. Tjio va rebre educació en les escoles colonials neerlandeses i estudià agronomia fent recerca científica sobre les patateres. Durant la Segona Guerra Mundial, va ser empresonat en un camp de concentració durant tres anys i va ser torturat pels invasors japonesos.
Quan va acabar la guerra, Tjio marxà als Països Baixos, i treballà sobre l'obtenció de varietats de plantes a Dinamarca, Espanya i Suècia. Entre els anys 1948 i 1959 va fer recerca sobre els cromosomes de les plantes a Saragossa i a l'estiu treballava a Suècia amb el Professor Albert Levan a Lund.
Va ser a Lund on Tjio va descobrir el nombre correcte dels cromosomes en els humans. Durant mig segle estava acceptat que els humans normalment tenen 48 cromosomes. Tjio va determinar que el seu nombre era de 46 cromosomes. El descobriment revolucionari de Tjio i Levan es va publicar a la revista sueca Hereditas el 26 de gener de 1956.
L'any 1958 Tjio anà als Estats Units i el 1959 s'uní a l'equip del National Institutes of Health a Bethesda, Maryland. Va rebre el seu Ph.D. en biofísica i citogenètica per la Universitat de Colorado.

## Obres
- Tjio JH, Levan A. The chromosome number of man. Hereditas vol. 42: pages 1–6, 1956.